# Oxymycterus itapeby
Oxymycterus itapeby és una espècie de mamífer rosegador de la família dels cricètids. És endèmic del sud-sud-est del Brasil, on viu a altituds d'entre 740 i 1.050 msnm. El seu hàbitat natural és la Mata Atlàntica. Té una llargada de cap a gropa de 136-147 mm, la cua de 80-90 mm i un pes de 58-60 g. El seu nom específic, itapeby, és el nom del municipi d'Itapevi en la llengua dels tupís propis d'aquesta regió.